# 梅州
梅州（ばいしゅう）は、中国にかつて存在した州。宋代から明初にかけて、現在の広東省梅州市一帯に設置された。

## 概要
945年（乾和3年）、南漢により潮州程郷県に敬州が置かれた。
971年（開宝4年）、北宋により太祖の祖父の翼祖趙敬の諱を避けるために梅州と改称された。梅州は広南東路に属し、程郷県1県を管轄した。
元のとき、梅州は江西等処行中書省に属し、程郷県1県を管轄した。
1369年（洪武2年）、明により梅州は廃止されたが、程郷県は潮州府に転属した。